# الدستور (جريدة أردنية)
جريدة الدستور صحيفة يومية عربية سياسية أردنية تصدر عن الشركة الاردنية للصحافة والنشر. صدر عددها الأول نهاية مارس 1967.

## لمحة تاريخية
جاء صدور العدد الأول من جريدة الدستور يوم 28 اذار من عام 1967 نتيجة اتحاد الصحيفتين«فلسطين» و«المنار» في شركة حملت اسم الشركة الأردنية للصحافة والنشر التي تولت إصدار «جريدة الدستور». وقد جاء اختيار اسم «الدستور» ليطلق على الجريدة (كما جاء في افتتاحية العدد الأول): "هو رمز لكل ما يمثله وجودنا وبلدنا من مبادئ وقيم وامال وتطلعات، وهو الرمز لوحدة شعبنا في وطنه والتعبير عن انتماء هذا الشعب لامة واحدة تكافح من اجل وحدتها الشاملة ورسالتها الإنسانية العظيمة، كما أن «الدستور» هو الفيصل بين السلطات لكيلا تطغى إحداها على الأخرى وهو منطلق التطور والتقدم في الحياة الديمقراطية التي اخترناها لانفسنا، وهو الدرع الذي يصون حريتنا وتجربتنا كلها من العبث والهواء." وقد أسسها الشقيقان محمود وكامل الشريف وشركاؤهما رجا العيسى وجمعة حماد.
وتعد «الدستور» إحدى المؤسسات الصحفية التي ادت وتؤدي دوراً يشبه إلى حد كبير دور الجامعات والمعاهد العليا المتخصصة، فقد عمل وكتب فيها منذ صدور عددها الأول وحتى اليوم أهم الكتاب والصحفيين والفنيين والإداريين في مهنة الصحافة والذين يشكلون الآن الاعمدة الرئيسية في الصحافة الأردنية.
وكانت جريدة “الدستور” الأردنية قد انتزعت المرتبة الأولى على عشرين صحيفة عربية من بين الصحف العربية الأكثر تأثيرا خلال عام 2020،  وفق تقرير لمؤسسة “اندستري ابرك” العالمية الذي يركز على إعطاء مؤشر شفاف على مدى انتشار الصحف وتأثيرها، في العالم العربي بشكل عام.
كما تم اعتماد جريدة الدستور من قبل وحدة اعتماد وسائط الإعلام والاتصال في الأمم المتحدة كمؤسسة اعلامية رسمية متواجدة في مقر الأمم المتحدة في نيويورك.

## معرض صور

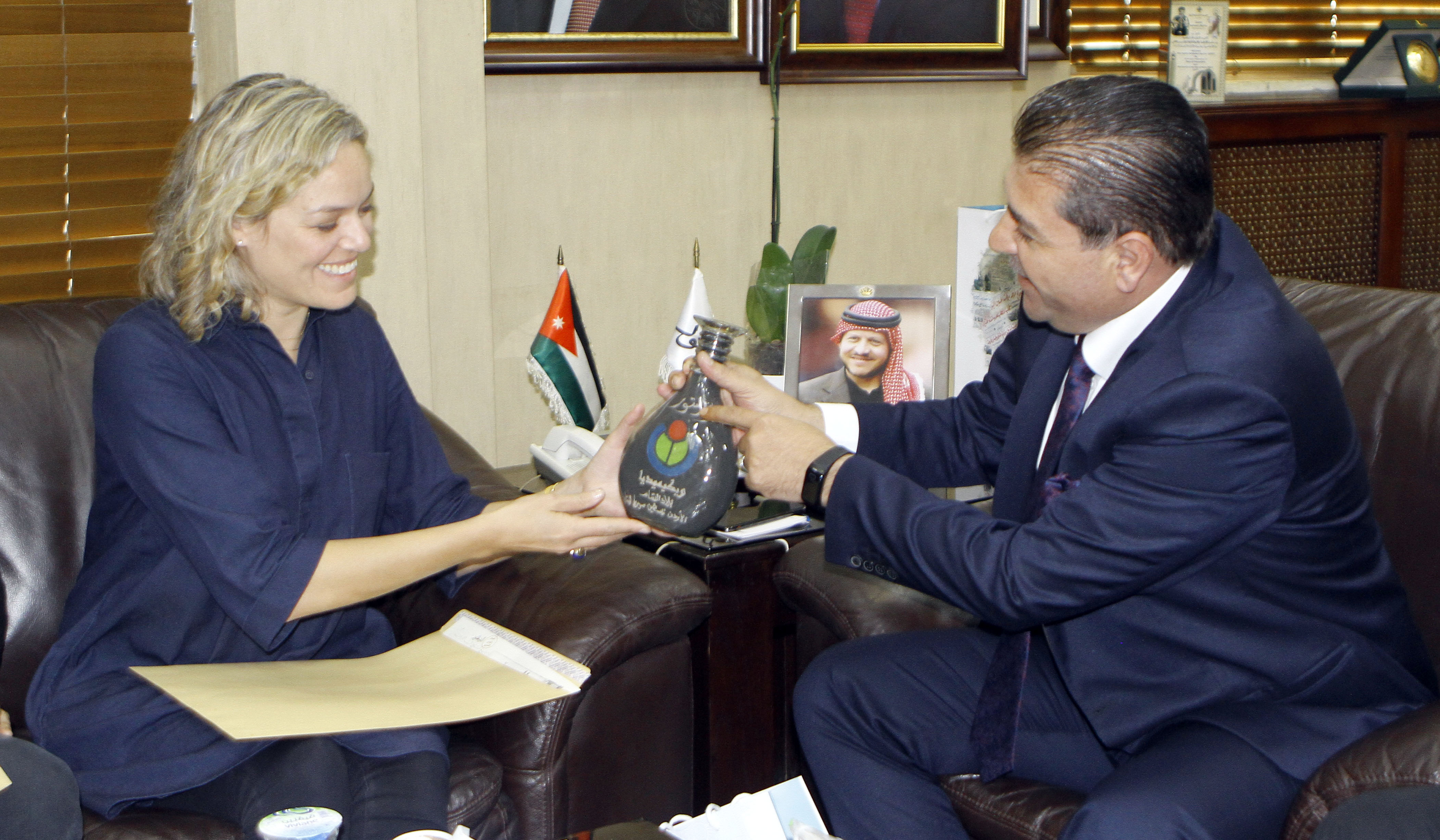
زيارة كاثرين ماهر عام 2018
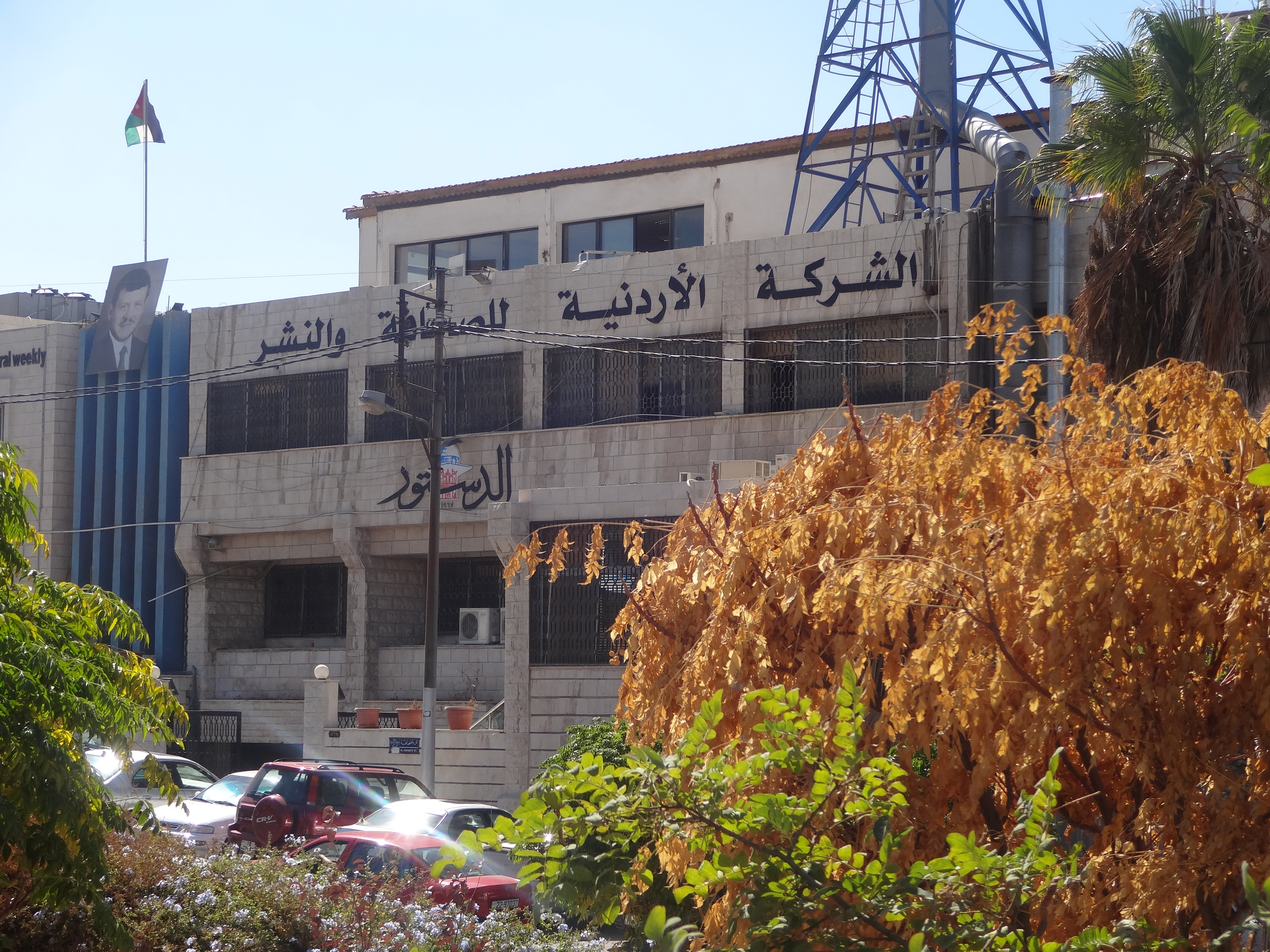
مبنى الجريدة.

## اقرأ أيضًا
- صحيفة الفلق
- جلال الرفاعي